# ريد دراجون
مركبة ريد دراجون التابعة لشركة سيبس إكس كانت بين عامي 2011 و2017 تصميمًا مفاهيميًا لاستخدام نسخة معدلة غير مأهولة من مركبة دراجون 2 التابعة لسبيس إكس لتصبح مركبة هبوط مريخية منخفضة التكلفة، وكان من المقرر إطلاقها على متن صاروخ فالكون الثقيل.
كان الهدف الأساسي لمهمات ريد دراجون الأولية هو اختبار تقنيات وتكنولوجيا الدخول في غلاف المريخ الجوي بمعدات يمكن لطاقم بشري استخدامها. كان من المقرر أن تمهد هذه المهمات الطريق أمام مهمات استعمار المريخ التابعة لسبيس إكس الأكبر بكثير والتي أُعلِن عنها في سبتمبر 2016. تضمن استخدام إضافي مُقترح إرسال مركبة جوالة مُخصصة لجمع وإعادة عينات من سطح المريخ.
خُطط للبرنامج عام 2011 باعتباره مهمة محتملة في برنامج ديسكفري التابع لناسا لينطلق عام 2022 على أقرب تقدير، وتطور على مدار عدة سنوات بعد عدم تلقيه تمويلًا من ناسا في دورة برنامج ديسكفري بين عامي 2013 و2015. في أبريل 2016، أعلنت شركة سبيس إكس أنها وقعت اتفاقية قانون فضاء بدون تمويل مع ناسا، لتلقي الدعم الفني، ولإطلاق المهمة عام 2018 على أقرب تقدير. في فبراير 2017، أعلنت سبيس إكس أن تاريخ الإطلاق قد تأجل إلى 2020 على أقرب تقدير. في يوليو 2017، أعلن إيلون ماسك أن تطوير المهمة سيتوقف وسيتم التركيز على مركبة ستارشيب.

## تاريخ التطوير
عملت سبيس إكس مع مركز أميس للأبحاث التابع لناسا في عام 2011 لدراسة جدوى مهمة تهدف للبحث عن أدلة الحياة على المريخ (بصمات حيوية)، سواء حاليًا أو في الماضي. تُستخدم كبسولة دراجون 1 التابعة لسبيس إكس لنقل البضائع، في حين تُستخدم دراجون 2 لنقل رواد الفضاء من وإلى محطة الفضاء الدولية. اقتُرح تعديل مركبة ريد دراجون ليجري استخدامها لنقل الحمولات إلى المريخ، ولتهبط على سطح الكوكب باستخدام صواريخ كابحة، ولتمهد الطريق أمام مهمات المريخ البشرية.

### مفهوم عام 2011
خططت سبيس إكس في البداية لتمويل برنامج ريد دراجون في عامي 2013 و2015 ضمن مهمة برنامج ديسكفري التابع لناسا رقم 13 لتنطلق المهمة في عام 2022، لكن طلب التمويل لم يُقدم.
صُمم مفهوم ريد دراجون عام 2011 لاستخدام وحدة دراجون مُعدلة قطرها 3.6 متر (12 قدم)، بكتلة 6.5 طن (14000 باوند) وحجم داخلي يساوي 7 أمتار مكعبة (250 قدم مكعبة) مع حمولة بكتلة تصل إلى طن واحد (2200 باوند) إلى المريخ. اقتراح استخدام أدوات لحفر سطح المريخ لعمق متر واحد تقريبًا (3.3 قدم) لأخذ عينات من مخزون المياه المتجمدة الجوفية القريبة من السطح. كان من المتوقع أن تُكلف المهمة في عام 2011 أقل من 400 مليون دولار أمريكي، بالإضافة إلى ما بين 150 و190 مليون دولار لتجهيز مركبة إطلاق ومركبة هبوط.
كانت أهداف المهمة المُمولة من ناسا، مثلما اقترحها مركز أميس للأبحاث التاب لناسا، هي:
الأهداف العلمية
- البحث عن أدلة على الحياة (بصمات حيوية)، في الماضي أو الحاضر
- تقييم قابلية السكن تحت السطح
- تحديد أصل وتوزيع وتكوين الجليد الجوفي
- فهم المناخ الماضي باستخدام سجل الجليد الجوفي

أهداف تمهيد المهمات البشرية
- استعراض تكنولوجيا الدخول في غلاف المريخ الجوي والنزول والهبوط على السطح (إي دي إل) ذات الصلة بالمهمات البشرية المستقبلية
- تقييم المخاطر المحتملة في الغبار والحطام الصخري والجليد الجوفي
- وصف الموارد الطبيعية
- إثبات إمكانية الوصول إلى الموارد الجوفية
- استعراض استخدام الموارد في الموقع (آي إس آر يو): استخراج الماء وإنتاج الوقود